# Marah watsonii
Marah watsonii là một loài thực vật có hoa trong họ Cucurbitaceae. Loài này được (Cogn.) Greene mô tả khoa học đầu tiên năm 1910.